# Phyllocnistis cassiella
Phyllocnistis cassiella är en fjärilsart som beskrevs av Ghesquière 1940. Phyllocnistis cassiella ingår i släktet Phyllocnistis och familjen styltmalar. Inga underarter finns listade i Catalogue of Life.